# Unarre
Unarre es una localidad perteneciente al municipio de La Guingueta, en la provincia de Lérida, comunidad autónoma de Cataluña, España. En 2023 contaba con 15 habitantes.
Unarre tiene un aspecto muy característico; encaramado en la confluencia de varios cursos de agua de montaña, tiene toda la apariencia de un pueblo que no ha cambiado en los doscientos últimos años. El pico de Ventolau es la cumbre más emblemática del pueblo.

## Etimología
Según Joan Coromines, Unarre es uno de los muchos topónimos pirenaicos de origen vasco. Está formado por dos étimos: ur (agua, río...) y arre (gris, turbio). De este primitivo Urarre se pasa a Unarre por disimilación. Río de agua turbia podría ser la interpretación del nombre de este pueblo.

## Geografía
Está a 1.219,4 metros de altitud, en el vertiente norte del Valle de Àneu en el tercio bajo del valle del Río de Unarre, del cual, de hecho, constituye el centro. Al norte está el pueblo de Cerbi y al nordeste, los de Aurós y Gavàs, y al sur, los de Escalarre y de Burgo; más alejado al sudeste está Llavorre. Está en la vertiente oriental del Faro y en el sur-oriental del pico de Escobedo, al fondo del valle.
El pueblo de Unarre está en la zona central-baja de su antiguo término, en el valle del Río de Unarre. Está a la derecha de este río, justo en el lugar donde  se encuentra el barranco de la Fenera, que corre de norte-oeste. Este barranco pasa por el medio del pueblo justo antes de incorporarse en el río. 

## Geografía humana

### Demografía
| Gráfica de evolución demográfica de Unarre entre 1842 y 1970 |
| |
| Población de derecho según los censos de población del INE Población de hecho según los censos de población del INEEntre el censo de 1857 y el anterior, crece el término del municipio porque incorpora a 255077 (Burgo), 255156 (Escalarre), 255176 (Gabás), 255207 (Llaborre), 255347 (Servi) Entre el censo de 1981 y el anterior, este municipio desaparece porque se agrupa en el municipio 25903 (La Guingueta) |

Fue cabeza del municipio independiente de Unarre hasta que en 1971 fue fusionado con Escalón y Yugo en el nuevo municipio. En 1847 el municipio inicial de Unarre fue ampliado con el añadido de los ayuntamientos (todos ellos creados en 1812) de Burgo, Cerbi, Escalarre, Gavàs y Llavorre. Comprendía, además, el pueblo de Aurós.

## Arquitectura
El pueblo dispone de unos edificios de uso comunitario, algunos en buen estado de conservación.
La iglesia parroquial de Sant Julià, situada encima de una peña que domina el pueblo. A pesar de ser formalmente parroquial, no tiene actualmente rector propio, y es regida desde la parroquia de Sant Vicenç de Esterri d'Àneu.
El comunidor de Unarre, situado junto a la iglesia de Sant Julià. Es un tipo de edificación que se encuentra en varios pueblos del Pallars, y tienen unas características comunes. La de Unarre es una pequeña construcción de planta cuadrada y con un tejado piramidal recubierto de losas de pizarra. Está estructurada en dos niveles y abierta a los cuatro vientos. Desde el comunidor se conjuraban las tormentas y el mal tiempo, con oraciones o exorcismos. Es un edificio declarado Bien Cultural de Interés Local.
También destaca el Castillo de Puigllorenç, situado a las cercanías.

## Historia

### Edad Moderna
En el fogaje de 1553, Unarre declara 6 fuegos laicos y 1 de eclesiásticos (unos 35 habitantes).

### Edad Contemporánea
Pascual Madoz dedica un artículo de su Diccionario geográfico a Unarre. Dice que es una localidad con ayuntamiento al cual están unidos Cerbi, Gavàs, Aurós, Burgo, Escalarre y Llavorre. Está situada en un pequeño valle, rodeada de montañas muy altas. El clima es frío y recibe los vientos norteños y del sur, y se  sufren pulmonías y reumas. Tenía en aquel momento 13 casas y la iglesia parroquial de Sant Julià, servida por un rector y dos beneficiados. Está la ermita de San Juan de Aurós, encima de un turo. Tiene una buena cantera de pizarra de la cual se surten los pueblos de los alrededores. Había varias fuentes. Las tierras son flojas, pedregosas y muy montañosas, pero despobladas. Se  cosechaba trigo, centeno, cebada, heno y patatas. Se  criaba todo tipo de ganado, especialmente vacuno, y  había caza de liebres y perdices, y pesca de truchas. Contaba con 5 vecinos (jefes de casa) y 96 almas (habitantes).